# 내파음
내파음(內破音, 영어: Implosive)은 폐에서 나온 호기를 쓰지 않고 조음하는 닿소리 중 하나이다. 
성대를 닫고 동시에 후두보다 위에 있는 조음 기관에서 폐쇄를 만들어서 닫은 공간에 공기를 가둔다. 폐쇄를 지속한 채 후두 전체를 아래쪽에 움직이면 공간 기압이 낮아져서 폐쇄가 개방되고 기압이 높은 밖에서 기압이 낮은 구강 안으로 공기가 들어온다. 이 공기의 흐름을 이용해서 내는 소리가 내파음이다. 
아프리카의 언어에 많이 볼 수 있다.

## 내파음의 명칭 문제
일본어권에서는 파열음이 파열되는 과정이 아니라 파열음 과정이 모두 끝난 상태를 기준으로 보아, 밖으로 기류가 나갔으면 '외파음(外破音)', 안에서 기류가 멈추었으면 '내파음(內破音)'으로 정의내려서 '내파음'을 불파음의 의미로 사용하기도 한다. 대신 '내파음'의 의미로 '입파음(入破音)'이란 명칭을 사용하기도 한다.
하지만 이러한 분류 방식은 서구권 국가 및 한국 학계에서도 잘 사용되지 않으며, 대부분의 경우 통상적으로 'implosive'는 '내파음'이란 어휘를 사용한다. 다만 한국어학이나 일본어, 한국어 비교 연구 등에서 일본어 학계의 영향으로 인해 '불파음'의 의미로 '내파음'을 쓰는 경우도 있으나, 대개의 한국 언어학계, 한국 언어학 서적 등에서는 '불파음'의 의미로 '내파음'이란 명칭을 사용하진 않는다.

## 국제 음성 기호
- [ɓ] - 양순 내파음
- [ɗ] - 치조 내파음
- [ʄ] - 경구개 내파음
- [ɠ] - 연구개 내파음
- [ʛ] - 구개수 내파음